# Rokycany (Prešov)
Rokycany es un municipio del distrito de Prešov en la región de Prešov, Eslovaquia, con una población estimada a final del año 2024 de 1076 habitantes.
Se encuentra ubicado en el centro-sur de la región, en el valle del río Torysa (cuenca hidrográfica del río Tisza) y cerca de la frontera con la región de Košice.

## Demografía
| Año        | 1994 | 2004     | 2014     | 2024    |
| ---------- | ---- | -------- | -------- | ------- |
| Población  | 630  | 793      | 1010     | 1076    |
| Diferencia |      | +25,87 % | +27,36 % | +6,53 % |

| Año        | 2023 | 2024    |
| ---------- | ---- | ------- |
| Población  | 1073 | 1076    |
| Diferencia |      | +0,27 % |